# True Grit (2010)

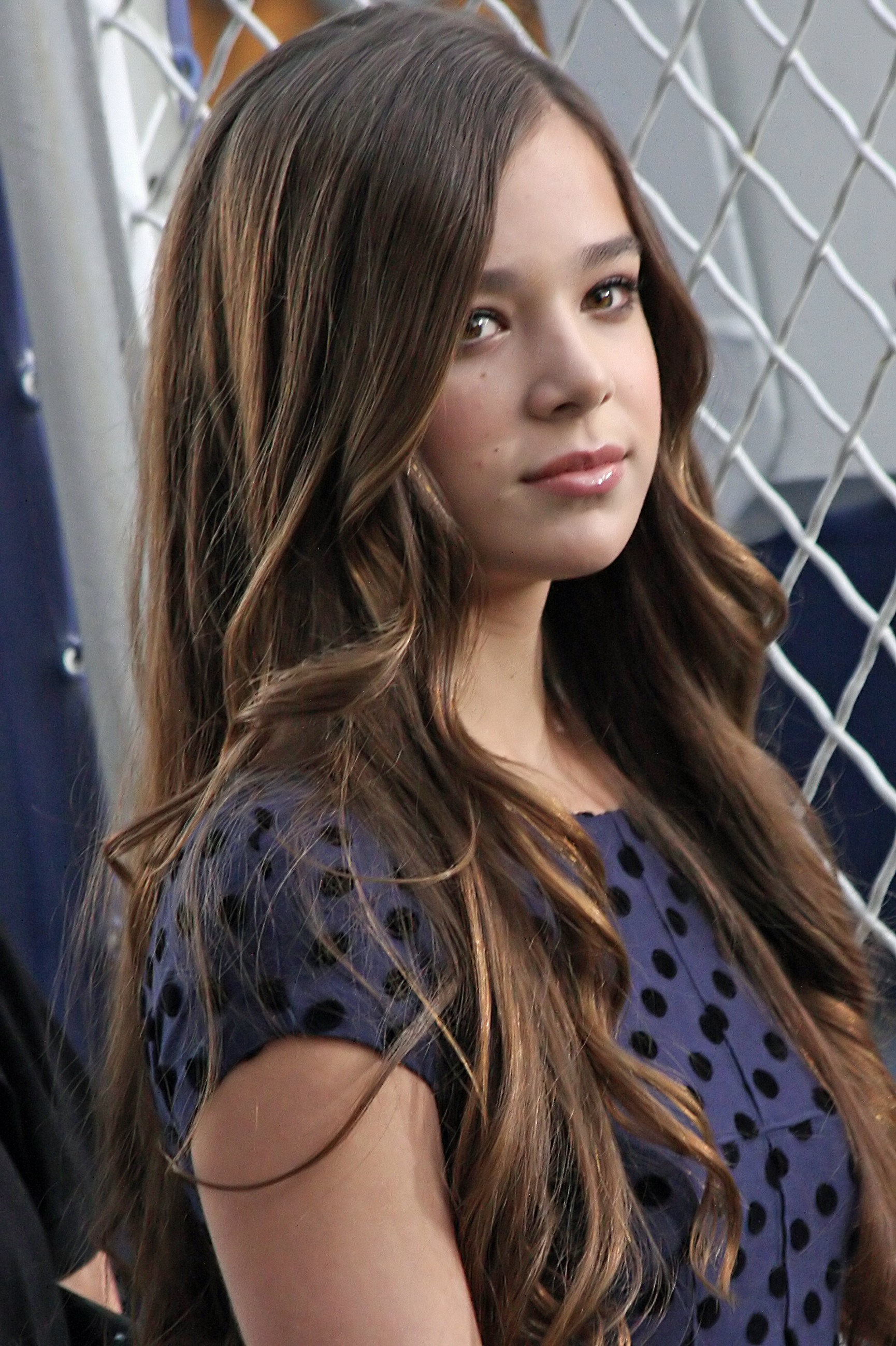
Hailee Steinfeld werd uit 15.000 kandidaten verkozen om Mattie Ross te spelen.

True Grit is een Amerikaanse western uit 2010 van de broers Joel en Ethan Coen. De hoofdrollen worden vertolkt door Hailee Steinfeld, Jeff Bridges, Matt Damon en Josh Brolin.
De film is net als de gelijknamige western uit 1969 gebaseerd op het boek True Grit (1968) van schrijver Charles Portis.

## Verhaal
Wanneer haar vader vermoord wordt door de schurk Tom Chaney, roept de jonge Mattie Ross de hulp in van "Rooster" Cogburn. Na lang aandringen kan Mattie deze norse U.S. Marshal overtuigen om voor geld achter de dader aan te gaan. Samen met LaBoeuf, een Texas Ranger, trekken Mattie en Rooster vanuit Fort Smith (Arkansas), berucht om de vele executies van moordenaars, een indianenreservaat (nu Oklahoma) in. Ze hebben elk een eigen reden om op Chaney te jagen en worden om beurten op de proef gesteld tijdens hun zoektocht.

## Rolverdeling
- Hailee Steinfeld - Mattie Ross
- Jeff Bridges - Rooster Cogburn
- Matt Damon - LaBoeuf
- Josh Brolin - Tom Chaney
- Barry Pepper - Lucky Ned Pepper
- Dakin Matthews - Kolonel Stonehill
- Jarlath Conroy - Begrafenisondernemer
- Paul Rae - Emmett Quincy
- Leon Russom - Sheriff

## Trivia
- Michael Biehn deed auditie voor de rol van Lucky Ned Pepper.
- Steven Spielberg is een van de producers van de film.
- Jeff Bridges werkte in het verleden al eens samen met Joel en Ethan Coen. Hij speelde de hoofdrol in The Big Lebowski (1998).
- True Grit is de eerste bioscoopfilm van actrice Hailee Steinfeld.

## Prijzen en nominaties
BAFTA
(Gewonnen)
- Cinematography - Roger Deakins

(Genomineerd)
- Best Film - Joel en Ethan Coen, Scott Rudin
- Leading Actor - Jeff Bridges
- Leading Actress - Hailee Steinfeld
- Adapted Screenplay - Joel en Ethan Coen
- Production Design - Jess Gonchor, Nancy Haigh
- Costume Design - Mary Zophres
- Sound - Skip Lievsay, Craig Berkey, Greg Orloff, Peter F. Kurland, Douglas Axtell